# Divalia Fossa

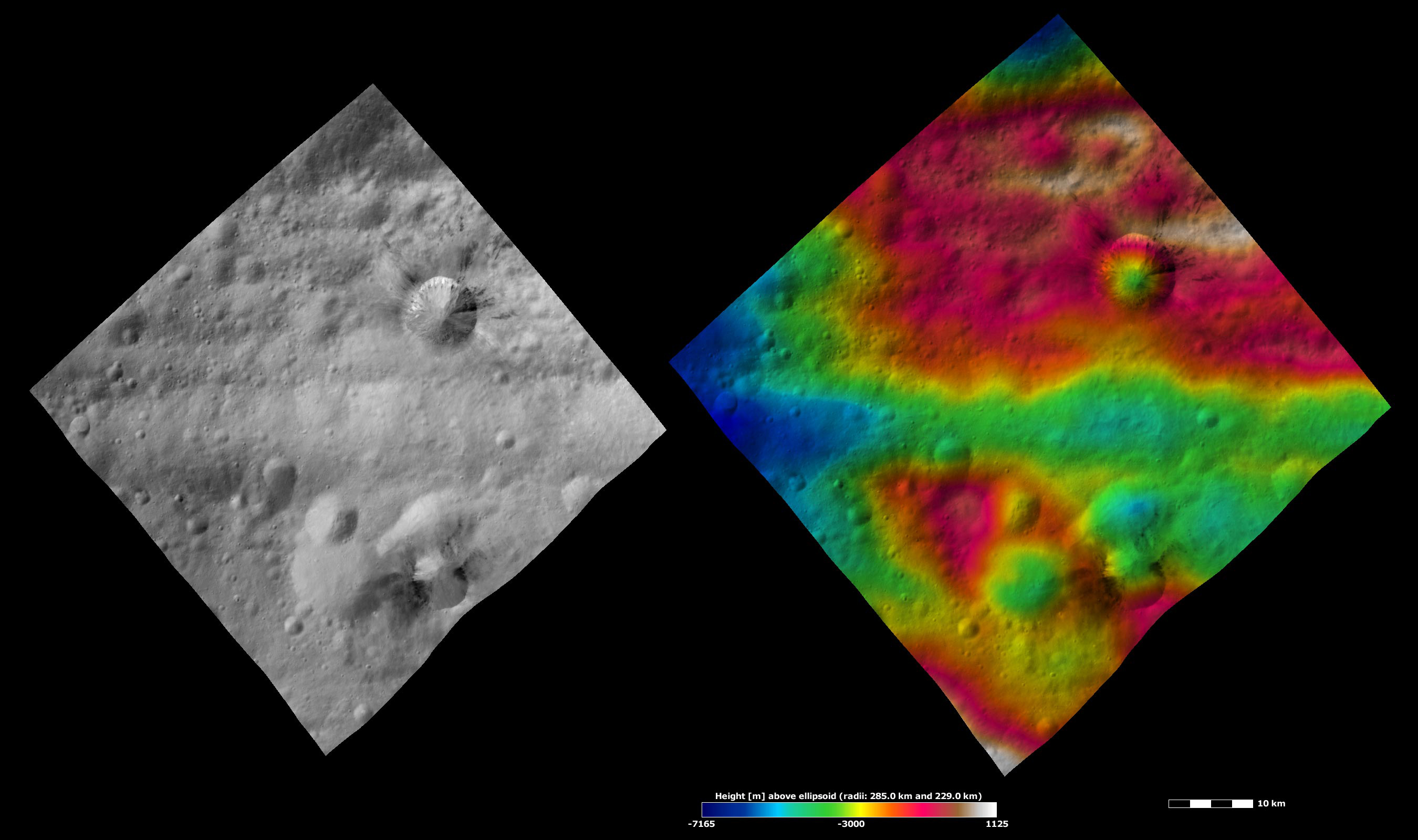
Ein Abschnitt von Divalia Fossa (horizontal, grün) mit kleineren parallelen Rinnen im Norden und Süden

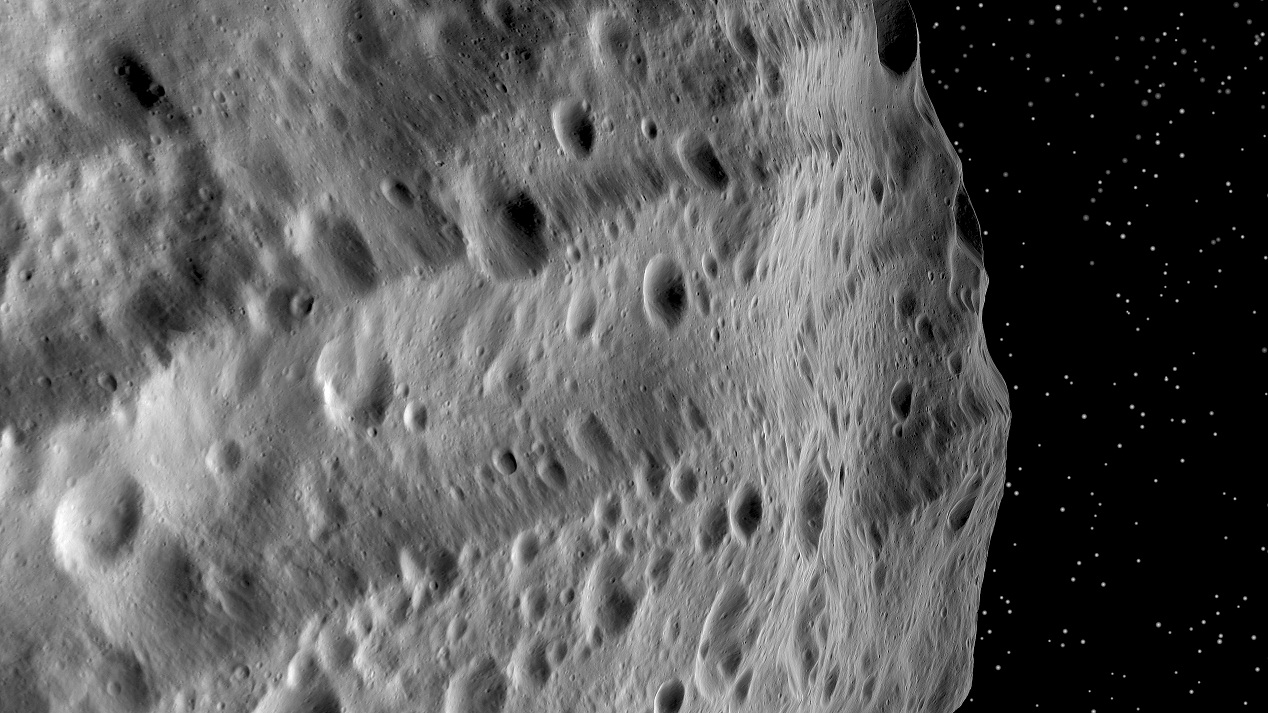
Computergenerierte Ansicht eines Teils von Divalia Fossa

Divalia Fossa ist der größte Graben einer Serie von parallel zum Krater Rheasilvia verlaufenden äquatorialen Rinnen auf dem Asteroiden Vesta.
Er misst durchschnittlich 10 km im Durchmesser (an der weitesten Stelle 22 km), ist ca. 5 km tief und umringt den Großteil von Vestas Äquator. Es wird vermutet, dass Divalia Fossa als Kompressionsbruch durch die Entstehung des Einschlagkraters Rheasilvia mit hervorgerufen wurde.
Er zählt zu den größten Grabenbrüchen im Sonnensystem und wurde nach der römischen Fest Divalia benannt.